# Lilí Álvarez
Pour les articles homonymes, voir Álvarez.
Elia María González-Álvarez y López-Chicheri, comtesse de la Valdène, plus connue sous le nom de Lilí Álvarez, est une sportive espagnole de l'entre-deux-guerres, née le 9 mai 1905 à Rome et décédée le 8 juillet 1998 à Madrid. Restée célèbre comme joueuse de tennis, elle a également été journaliste et écrivain, auteur de nombreux ouvrages sur le féminisme.
Pionnière du tennis espagnol et dotée d'un jeu agressif et rapide, elle atteint trois finales consécutives en simple au tournoi de Wimbledon (1926, 1927 et 1928).

## Biographie
Lilí Álvarez naît en 1905, dans un hôtel à Rome, au sein d'une famille aisée. Elle est élevée en Suisse où sa famille s'installe à cause d'une grave maladie dont est atteinte sa mère. En 1923, avec ses parents, elle déménage sur la Côte d'Azur. Elle a également vécu en Allemagne et en Angleterre.
Elle a commencé son travail de journaliste à Buenos Aires pour le quotidien La Nación. Pendant la Seconde République espagnole, elle devient correspondante à Madrid pour le journal britannique le Daily Mail dans lequel elle rédige des articles politiques sur les élections de 1931, et ne tarde pas à couvrir les événements de la guerre civile espagnole. Dans l'intervalle, elle épouse en 1934 un aristocrate et diplomate français, le comte Jean de Gaillard de la Valdène. Après une fausse couche en 1939, elle le quitte et retourne vivre à Madrid.
En 1941, elle remporte le championnat d'Espagne de ski à Candanchú. Mais, pour avoir ouvertement reproché son machisme à un arbitre, se voit retirer son titre. Plus tard, ses positions anti-franquistes, en faveur des libertés individuelles, lui valent d'être interdite de toute compétition par la Fédération espagnole de tennis. Militante active pour la cause des femmes, elle fait un discours lors du cinquième congrès féministe américano-hispanique (1951) : la batalla de la feminidad. Lilí Álvarez rédige ensuite une quinzaine d'ouvrages, certains autobiographiques, avec pour thèmes centraux la religion, le féminisme et le sport parmi lesquels : Testamento espiritual: ideario de una beata atípica (1985), Revivencia: la religiosidad masculina y su desdicha (1993), La gran explicación (1998).
Ayant réalisé ses principaux résultats à l'étranger, elle déplore le fait de ne pas avoir été considérée comme une sportive majeure en Espagne, étant arrivée dans le pays seulement en 1929. De plus, ses positions ouvertement féministes au sein d'une société espagnole nettement machiste ont à l'époque terni sa réputation. 
Lors d'une de ses dernières apparitions publiques en 1998, elle déclare à propos des performances sportives de Conchita Martínez et d'Arantxa Sánchez Vicario : « Conchita a le talent pour devenir la meilleure, mais il lui manque la volonté. Arantxa a la volonté, mais il lui manque le talent. »
Lilí Álvarez meurt en 1998, à l'âge de 93 ans. Elle a reçu en 2015 à titre posthume la médaille d'or du mérite sportif.

## Carrière sportive
Lilí Álvarez apprend le tennis en Suisse, où elle devient championne nationale à l'âge de 13 ans. Elle s'initie très tôt à différents sports. Particulièrement douée en patinage, elle remporte à 11 ans sa première compétition à Saint-Moritz, puis devient championne du monde en 1921.
Elle excelle aussi au billard, au ski alpin et en équitation. Sur la Côte d'Azur, elle fréquente la haute société et perfectionne son tennis avec le roi Gustave V de Suède. Passionnée de course automobile, elle sort victorieuse, à 19 ans, du Campeonato de Cataluña de Automovilismo sur Peugeot (1924), devenant la première femme à gagner une épreuve jusqu'alors uniquement masculine. La même année, elle est proche de devenir la première athlète espagnole à participer aux Jeux olympiques d'hiver à Chamonix en patinage artistique. Cependant, une blessure l'en empêche. Elle participe par ailleurs aux Jeux olympiques d'été de Paris, où elle est éliminée en quarts de finale par la Britannique Germaine Golding, devenant ainsi la première femme avec Rosa Torras à représenter l'Espagne aux Jeux olympiques.
Ce n'est qu'en 1926 que la Fédération Espagnole commence à s'intéresser à elle en l'inscrivant au tournoi de Wimbledon. Surnommée « Señorita de Alvarez » par la presse, elle y atteint la finale à sa première participation, puis en joue deux autres consécutivement. Elle perd la première contre Kitty McKane (en menant 3-1 dans la 3e manche) et les deux suivantes face à Helen Wills — laquelle dit du jeu de son adversaire qu'il est « inhabituellement audacieux ». Elle ne fait par la suite pas mieux qu'un huitième de finale. 
Pour sa finale à Wimbledon en 1926, elle reçoit la somme de 5 guinées, échangeables contre des articles en argent dans une célèbre boutique londonienne. Le montant passe à 10 guinées lors de ses deux autres finales, somme assez dérisoire pour l'époque. Elle évoque cette période dans son ouvrage El mito del amateurismo en 1968, affirmant que l'amateurisme était une énorme hypocrisie pour les joueurs et les organisateurs de tournois.
Elle joue pour la première fois en Espagne en 1929, année où elle remporte le championnat national. Elle gagne une nouvelle fois ce tournoi onze ans plus tard en 1940. Peu après son succès à domicile, elle gagne le double dames à Roland-Garros, associée à Cornelia Bouman, tournoi dans lequel elle n'a jamais passé le stade des demi-finales (1930, 1931, 1936 et 1937).
L'année suivante, elle s'impose en simple, double et mixte aux Internationaux d'Italie, soixante-trois ans avant sa compatriote Conchita Martínez. En 1931, elle choque le public de Wimbledon en se présentant sur le court dans un short dessiné par la styliste italienne Elsa Schiaparelli, faisant d'elle une précurseur du pantalon court, en vogue notamment dans les années 1940.
Elle délaisse le tennis en 1932 par manque de résultat, avant de revenir brièvement entre 1935 et 1937 puis d'arrêter définitivement en 1941. Durant sa carrière, elle a remporté une quarantaine de tournois, principalement en France (dont deux fois Monte-Carlo), mais aussi en Amérique du Sud (au Brésil et en Argentine en 1930 notamment).

## Palmarès (partiel)

### Titre en simple dames
| No | Date | Nom et lieu du tournoi        | Catégorie | Surface      | Finaliste     | Score         |  |
| -- | ---- | ----------------------------- | --------- | ------------ | ------------- | ------------- |  |
| 1  | 1930 | Internationaux d'Italie, Rome |           | Terre (ext.) | Lucia Valerio | 3-6, 8-6, 6-0 |  |

### Finales en simple dames
| No | Date       | Nom et lieu du tournoi       | Catégorie | Surface      | Vainqueure   | Score         |          |
| -- | ---------- | ---------------------------- | --------- | ------------ | ------------ | ------------- | -------- |
| 1  | 21-06-1926 | The Championships, Wimbledon | G. Chelem | Gazon (ext.) | Kitty McKane | 6-2, 4-6, 6-3 | Parcours |
| 2  | 20-06-1927 | The Championships, Wimbledon | G. Chelem | Gazon (ext.) | Helen Wills  | 6-2, 6-4      | Parcours |
| 3  | 25-06-1928 | The Championships, Wimbledon | G. Chelem | Gazon (ext.) | Helen Wills  | 6-2, 6-3      | Parcours |

### Titres en double dames
| No | Date       | Nom et lieu du tournoi         | Catégorie | Surface      | Partenaire      | Finalistes                   | Score         |          |
| -- | ---------- | ------------------------------ | --------- | ------------ | --------------- | ---------------------------- | ------------- | -------- |
| 1  | 20-05-1929 | Internationaux de France Paris | G. Chelem | Terre (ext.) | Cornelia Bouman | Bobbie Heine Alida Neave     | 7-5, 6-3      | Parcours |
| 2  | 1930       | Internationaux d'Italie Rome   |           | Terre (ext.) | Lucia Valerio   | Leyla Claude-Anet M. Neufels | 7-5, 6-7, 7-6 |          |

### Titre en double mixte
| No | Date | Nom et lieu du tournoi       | Catégorie | Surface      | Partenaire          | Finalistes                   | Score         |  |
| -- | ---- | ---------------------------- | --------- | ------------ | ------------------- | ---------------------------- | ------------- |  |
| 1  | 1930 | Internationaux d'Italie Rome |           | Terre (ext.) | Umberto de Morpurgo | Lucia Valerio Patrick Hughes | 4-6, 6-4, 6-2 |  |

### Finale en double mixte
| No | Date       | Nom et lieu du tournoi         | Catégorie | Surface      | Vainqueures                       | Partenaire  | Score         |          |
| -- | ---------- | ------------------------------ | --------- | ------------ | --------------------------------- | ----------- | ------------- | -------- |
| 1  | 24-05-1927 | Internationaux de France Paris | G. Chelem | Terre (ext.) | Marguerite Broquedis Jean Borotra | Bill Tilden | 6-4, 2-6, 6-2 | Parcours |

## Parcours en Grand Chelem (partiel)
Si l’expression « Grand Chelem » désigne classiquement les quatre tournois les plus importants de l’histoire du tennis, elle n'est utilisée pour la première fois qu'en 1933, et n'acquiert la plénitude de son sens que peu à peu à partir des années 1950.

### En simple dames
| Année | Championnat d'Australasie Championnat d'Australie | Championnat d'Australasie Championnat d'Australie | Internationaux de France | Internationaux de France | Wimbledon       | Wimbledon      | US National | US National |
| 1925  | -                                                 | -                                                 | 2e tour (1/16)           | H. Contostavlos          | -               | -              | -           | -           |
| 1926  | -                                                 | -                                                 | -                        | -                        | Finale          | Kitty McKane   | -           | -           |
| 1927  | -                                                 | -                                                 | 1/4 de finale            | Bobbie Heine             | Finale          | Helen Wills    | -           | -           |
| 1928  | -                                                 | -                                                 | 1er tour (1/32)          | Mme R. Fourcade          | Finale          | Helen Wills    | -           | -           |
| 1929  | -                                                 | -                                                 | -                        | -                        | 4e tour (1/8)   | Mary McIlquham | -           | -           |
| 1930  | -                                                 | -                                                 | 1/2 finale               | Helen Jacobs             | 1er tour (1/64) | Mary Palfrey   | -           | -           |
| 1931  | -                                                 | -                                                 | 1/2 finale               | Cilly Aussem             | 3e tour (1/16)  | Dorothy Round  | -           | -           |
| 1932  | -                                                 | -                                                 | 3e tour (1/8)            | Lolette Payot            | -               | -              | -           | -           |
| 1935  | -                                                 | -                                                 | 1er tour (1/32)          | J. Goldschmidt           | 2e tour (1/32)  | Susan Noel     | -           | -           |
| 1936  | -                                                 | -                                                 | 1/2 finale               | Hilde Sperling           | 4e tour (1/8)   | Helen Jacobs   | -           | -           |
| 1937  | -                                                 | -                                                 | 1/2 finale               | Hilde Sperling           | 4e tour (1/8)   | Dorothy Round  | -           | -           |

À droite du résultat, l’ultime adversaire.

### En double dames
| Année | Championnat d'Australie | Championnat d'Australie | Internationaux de France     | Internationaux de France    | Wimbledon                | Wimbledon                 | US National | US National |
| 1929  | -                       | -                       | Victoire C. Bouman           | Bobbie Heine Alida Neave    | -                        | -                         | -           | -           |
| 1930  | -                       | -                       | 2e tour (1/8) E. Bennett     | Mme R. J. Vaussard          | -                        | -                         | -           | -           |
| 1931  | -                       | -                       | 1/2 finale S. Mathieu        | E. Bennett Betty Nuthall    | -                        | -                         | -           | -           |
| 1932  | -                       | -                       | 1/2 finale Josane Sigart     | E. Ryan Helen Wills         | -                        | -                         | -           | -           |
| 1935  | -                       | -                       | 1er tour (1/16) Anita Lizana | A. Neufeld C. Rosambert     | -                        | -                         | -           | -           |
| 1936  | -                       | -                       | 1/4 de finale H. Sperling    | Nelly Adamson Josane Sigart | -                        | -                         | -           | -           |
| 1937  | -                       | -                       | 1/4 de finale Marie Luise    | D. Andrus Sylvie Jung       | 3e tour (1/8) C. Boegner | Mary Heeley Dorothy Round | -           | -           |
| 1938  | -                       | -                       | 2e tour (1/8) Ida Adamoff    | J. Horner S. Iribarne       | -                        | -                         | -           | -           |

Sous le résultat, la partenaire ; à droite, l’ultime équipe adverse.

### En double mixte
| Année | Championnat d'Australie | Championnat d'Australie | Internationaux de France   | Internationaux de France  | Wimbledon | Wimbledon | US National | US National |
| 1927  | -                       | -                       | Finale Bill Tilden         | M. Broquedis Jean Borotra | -         | -         | -           | -           |
| 1929  | -                       | -                       | 3e tour (1/8) Jean Borotra | E. Goldsack Ian Collins   | -         | -         | -           | -           |

Sous le résultat, le partenaire ; à droite, l’ultime équipe adverse.

## Parcours aux Jeux olympiques

### En simple dames
| # | Date       | Nom de l'olympiade           | Surface      | Résultat      | Ultime adversaire | Score    |          |
| - | ---------- | ---------------------------- | ------------ | ------------- | ----------------- | -------- | -------- |
| 1 | 13/07/1924 | Jeux olympiques d'été, Paris | Terre (ext.) | 1/4 de finale | Germaine Golding  | 7-5, 6-3 | Parcours |

### En double dames
| # | Date       | Nom de l'olympiade          | Surface      | Résultat      | Partenaire  | Ultimes adversaires                   | Score         |          |
| - | ---------- | --------------------------- | ------------ | ------------- | ----------- | ------------------------------------- | ------------- | -------- |
| 1 | 13/07/1924 | Jeux olympiques d'été Paris | Terre (ext.) | 2e tour (1/8) | Rosa Torras | Marguerite Broquedis Yvonne Bourgeois | 2-6, 6-3, 6-4 | Parcours |

### En double mixte
| # | Date       | Nom de l'olympiade          | Surface      | Résultat      | Partenaire      | Ultimes adversaires                 | Score    |          |
| - | ---------- | --------------------------- | ------------ | ------------- | --------------- | ----------------------------------- | -------- | -------- |
| 1 | 13/07/1924 | Jeux olympiques d'été Paris | Terre (ext.) | 1/4 de finale | Eduardo Flaquer | Vincent Richards Marion Zinderstein | 6-3, 6-1 | Parcours |